# Рейх
Рейх (нім. Reich, правильна вимова Райх) — німецька назва державного устрою, синонім слова Імперія.
Також нім. Frankreich, дос. «імперія Франків» — сучасна німецька назва Франції. Або  нім. Österreich — назва Австрії — що означає «східна область» або «окраїна, відмежована область» (від. Ost(ar)-, схід та -rîchi, область)

## Історичні «рейхи»
1. Священна Римська імперія
2. Німецька імперія
3. Третій Рейх[2]
4. Імперія східного рейху
5. Німецький східний рейх
6. Республіка східного рейху